# Gouvernement Khosrov Haroutiounian
Arménie
G. Haroutiounian Bagratian I
Le gouvernement Khosrov Haroutiounian est le gouvernement de l'Arménie du 30 juillet 1992 au 11 février 1993.

## Majorité et historique
Il s'agit du gouvernement formé par Khosrov Haroutiounian.

## Composition
- Les nouveaux ministres sont indiqués en gras, ceux ayant changé d'attributions en italique.

| Poste                                               | Titulaire | Titulaire             | Parti |
| --------------------------------------------------- | --------- | --------------------- | ----- |
| Premier ministre                                    |           | Khosrov Haroutiounian | HHS   |
| Ministre de l'Agriculture                           |           | Gagik Chahbazian      | Sans  |
| Ministre de la Production de viande                 |           | Grigor Poghpatian     | Sans  |
| Ministre de la Construction                         |           | Gagik Martirosian     | Sans  |
| Ministre de la Culture                              |           | Hakob Hakobian        | Sans  |
| Ministre de la Défense                              |           | Vazgen Sargsian       | HHK   |
| Ministre de l'Économie                              |           | Hrant Bagratian       | HHS   |
| Ministre de l'Énergie et Carburant                  |           | Sebouh Tahjian        | Sans  |
| Ministre de la Protection de l'environnement        |           | Karine Danielian      | Sans  |
| Ministre des Affaires étrangères                    |           | Armen Kirakosian      | Sans  |
| Ministre de la Santé                                |           | Ara Babloian          | Sans  |
| Ministre de l'Éducation supérieure et de la Science |           | Vardges Gnouni        | Sans  |
| Ministre de l'Industrie                             |           | Achot Safarian        | Sans  |
| Ministre des Affaires intérieures                   |           | Vano Siradeghian      | HHS   |
| Ministre de la Justice                              |           | Vaha Stepanian        | Sans  |
| Ministre du Travail et de la Sécurité sociale       |           | Achot Yezaian         | Sans  |
| Ministre de l'Éducation publique                    |           | Areg Grigorian        | Sans  |
| Ministre des Transports                             |           | Henrik Kochinian      | Sans  |